# Straight For The Heart
«Straight For The Heart» Es el Tercer Sencillo del álbum The Seventh One de la banda de Rock Toto, Grabado y Lanzado en 1988.
El Sencillo Tiene Videoclip.

## Personal
- Steve Lukather: Guitarras
- David Paich: Teclados
- Jeff Porcaro: Batería
- Mike Porcaro: Bajo
- Joseph Williams: Vocales

- Datos: Q110270951